# Encarnación López de Arenosa
Encarnación López de Arenosa Díaz (Madrid, 1935 - Madrid, 25 de noviembre de 2021) conocida como Encarnación López de Arenosa fue una pedagoga y música española, innovadora de la didáctica musical y autora de numerosos libros sobre esta disciplina. Fue la primera mujer en dirigir el Conservatorio Superior de Música de Madrid.

## Trayectoria
Nació en Madrid, dándose la circunstancia de haberlo hecho en las estancias del Palacio Real dedicadas a viviendas de funcionarios. Su padre era empleado de Correos destinado en la estafeta de palacio.
Sus padres procedían de Galicia. Su padre había sido uno de los fundadores del Centro Gallego de Madrid, donde también fundó un coro y donde conoció a su esposa. Todos en su familia eran grandes melómanos. Desde el primer momento recibió una educación musical; acudía con sus padres a los conciertos del Teatro Monumental, sede de la Orquesta Nacional, y recibía clases particulares de piano. Más tarde siguió sus estudios de piano en el conservatorio, complementados con armonía, composición y contrapunto.
Se inició como profesional dando clases de Solfeo, como profesora no numeria (los conocidos como "penenes") en el propio conservatorio. En el conservatorio había muchas profesoras, pero se concentraban en determinadas asignaturas, siendo la de solfeo una de las menos feminizadas. Su primera publicación fue un libro de dictados, con cuaderno para el alumno y el profesor, publicado por Real Musical.
En 1985 accedió a la dirección del Real Conservatorio tras la jubilación de su predecesor, Pedro Lerma León. Fue la primera mujer en ocupar este cargo  y durante su mandato, de dos años, hizo la separación de grados, no sin algunos problemas y protestas de los profesores. Fue también inspectora de enseñanza durante un breve tiempo, para más tarde volver a las tareas docentes y centrarse en ellas. 
Se jubiló en 2005, pero siguió son su labor didáctica. Fue nombrada catedrática emérita y en 2014 recibió la Medalla de Oro del Real Conservatorio.
En 2019 donó a la Biblioteca Nacional de España su archivo personal, consistente en manuscritos originales, composiciones musicales, notas, impresos, explicaciones de cátedra, fotografías, correspondencia, etc.
Durante muchos años, hasta el 2018, colaboró con la revista musical Melómano, en la que publicó numerosos artículos.

## Pedagogía
López de Arenosa cambió completamente el modo de enseñar música en los conservatorios, basado en una enseñanza dogmática repetitiva. La diferencia en la nueva denominación de la asignatura de Solfeo, que pasó a denominarse Lenguaje Musical, fue reveladora del cambio subyacente. Aplicó las teorías pedagógicas más avanzadas del siglo XX, desconocidas, o conocidas, pero poco o nada utilizadas en los conservatorios españoles. Fue autodidacta en cuestiones pedagógicas, pero supo más tarde integrar los métodos pedagógico-musicales de  Willems, Kodaly, Orff o Dalcroze, entre otros,  y en sus conocimientos psicológicos, especialmente de la psicología constructivista que sucedió cronológicamente al conductismo.
Mantenía que los niños ya sabían música, y que la labor del profesor no era otra que hacerla aflorar. Para ella no tenía ningún sentido empezar por nombrar las notas y su colocación en el pentagrama, si el niño no era capaz de relacionarlo con lo que sabe: las armonías, las cadencias, aquello que los niños escuchan va conformando su conocimiento musical, que luego les permite crear lenguaje sonoro. La propuesta de López de Arenosa consistía en hacer aflorar este lenguaje pasando de las sensaciones a la intuición y luego a la práctica para finalmente llegar a la conceptualización.
Su metodología consistía en una práctica musical global en la que tenía gran importancia la intuición. En dicha metodología convivían el movimiento, el canto de canciones, la audición y diferenciación auditiva de las características rítmicas, melódicas, armónicas y formales, sin faltar la improvisación guiada. Es decir, dejaba totalmente aparte la memorización.

## Obra
Entre su numerosa obra destaca con ediciones repetidas:
- Ritmo y lectura.
- Lenguaje musical
- Dictado musical.

Además de numerosos artículos. 

## Reconocimientos
- 2014. Medalla de Oro del Real Conservatorio de Madrid.[4]
- 2023. Libro homenaje, Encarnación López de Arenosa. La mirada infinita. Edición a cargo de Fernando J. Cabañas Alamán, publicado por el Real Conservatorio de Música de Madrid.[9]
- 2023. Placa conmemorativa del Ayuntamiento de Madrid en la casa de la calle Ayala en la que vivió, con la siguiente leyenda:[10]

En esta casa vivió Encarnación López de Arenosa Díaz, música, docente, pedagoga musical y escritora, primera mujer directora del Real Conservatorio Superior de Música de Madrid"